# XUP
Le Extensible User Interface Protocol (protocole d’interface utilisateur), connu sous le sigle XUP est candidat aux Standards du Web. XUP est un protocole SOAP pour la transmission d’événements dans une Interface utilisateur, où l’interface utilisateur est décrite par un langage fondé sur XML. La spécification ne pose pas de contraintes sur le dialecte XML pour la description de l‘interface, ni sur le modèle utilisé pour la transmission des événements de cette interface au travers de XUP. La spécification cite comme exemples possibles de langages pour la description de l’interface utilisateur : XHTML, Wireless Markup Language, et XUL.
La spécification de XUP a été soumise au W3C par un membre du consortium, MartSoft Corporation, en Mars 2002. Depuis 2006, elle a le statut de note, ce qui signifie que le W3C n’a pas entamé le travail de développement nécessaire pour en faire un candidat à un futur standard (formellement, une proposition). Les références à XUP présentes sur le site du W3C, sont à caractère informatif seulement.